# Ulica 23 Lutego w Poznaniu
Ulica 23 Lutego – ulica na osiedlu Stare Miasto w Poznaniu biegnąca od placu Cyryla Ratajskiego w kierunku wschodnim.

## Historia
Ulica powstała w 1804 wraz z budową Nowego Miasta na terenie dawnych osad Glinek i Pęcławia (Kundorfu). Zaborca pruski nadał jej nazwę Fryderykowskiej. Po 1918 nosiła nazwę Pocztowej. Powstała tu jedna z pierwszych polskich cukierni w mieście. Istniały tu też liczne kancelarie adwokackie, co uzasadnione było bliskością sądów.
Na zachodnim krańcu ulicy, w gmachu narożnym mieściło się Krajowe Ubezpieczenie Ogniowe, a wcześniej rekwizytornia teatru miejskiego. W stronę wschodnią rozciągał się teren ogrodu publicznego, obecnie zabudowany kamienicami. Na terenie ogrodu stał dom, w którym leszczyński aptekarz Aleksander Lippowitz otworzył w 1844 pierwszy w mieście zakład dagerotypii. Był on prekursorem przemysłu chemicznego w Poznaniu i właścicielem fabryki nawozów sztucznych na Jeżycach. W latach 70. XIX wieku powstała przy ulicy fabryka czekolady François. W 1908, po ukończeniu nowego gmachu sądowego przy ulicy Młyńskiej, wyburzono dwie kamienice przy ulicy 23 Lutego, celem przebicia wygodnego dojazdu do tego budynku. W ten sposób powstała ulica Kręta (obecnie odcinek ulicy Nowowiejskiego). Bliżej Alei Marcinkowskiego, w jednej z XIX-wiecznych kamienic, funkcjonowała Kasa chorych. Obok zamieszkiwał architekt Roger Sławski, a nieco dalej doktor Zygmunt Słoniński, założyciel poznańskiego Lekarskiego Pogotowia Ratunkowego, mającego swą siedzibę po północnej stronie ulicy. Na narożniku Alei Marcinkowskiego istniała siedziba Związku Zawodowego Pracowników Przemysłu i Handlu "Praca" oraz Narodowej Partii Robotniczej. Po drugiej stronie Alei, za monumentalnym budynkiem poczty, znajdowała się Apteka Sapieżyńska, wędliniarnia Kazimierza Przybyły, piekarnia Kazimierza Knasta oraz sklep kolonialny "Potestas". W 1920 uruchomiono Wielkopolską Centralę Tapet. Dalej znajduje się gmach Archiwum Państwowego (przed 1939 Sąd Apelacyjny, którego pierwszym prezesem był Jan Motty). W okresie I Rzeczypospolitej działał w tym miejscu młyn nad Rudnikiem (potem Bogdanką, która jest obecnie skanalizowana). Teren obecnego skweru Wilhelmiego zajmowała przed 1945 kamienica. Mniej więcej naprzeciw niej działał Komunalny Bank Kredytowy.

## Historia nazewnictwa
Na przestrzeni lat ulica posiadała różne nazwy:
- do 1919: Friedrichstrasse,
- 1919–1939: Fryderykowska, Glinki, Pocztowa,
- 1939–1945: Poststrasse,
- 1945 – 26 grudnia 2017: 23 Lutego (na cześć wyzwolenia Poznania spod okupacji niemieckiej)
- od 27 grudnia 2017 do listopada 2018: por. Janiny Lewandowskiej – nazwa wprowadzona zarządzeniem zastępczym wojewody wielkopolskiego[2], na które Rada Miasta Poznania postanowiła złożyć skargę do sądu[3] (22 marca 2018 Wojewódzki Sąd Administracyjny w Poznaniu uchylił zarządzenie wojewody dotyczące zmiany nazwy ulicy – wyrok jest nieprawomocny, w związku z czym decyzja nie ma rygoru natychmiastowej wykonalności[4])
- od 13 listopada 2018: 23 Lutego – Naczelny Sąd Administracyjny utrzymał w mocy orzeczenie Wojewódzkiego Sądu Administracyjnego, oddalając skargę kasacyjną wojewody[5].

## Komunikacja miejska
W ciągu ulicy znajduje się dwutorowa trasa tramwajowa, po której wytyczono następujące linie na zlecenie Zarządu Transportu Miejskiego w Poznaniu:
- dzienne (według stanu na 4 października 2021 roku[6][7])
  -  3 Lechicka/Naramowicka ↔ Franowo
  -  8 Górczyn PKM↔ Miłostowo
  -  13 Junikowo ↔ Starołęka PKM
  -  16 Osiedle Sobieskiego ↔ Franowo
  -  17 Ogrody ↔ Starołęka
  -  36 Osiedle Sobieskiego ↔ Plac Wielkopolski (kursuje tylko w dni robocze, w godzinach porannego i popołudniowego szczytu komunikacyjnego)

- nocne (według stanu na 2 listopada 2021 r.[8])
  -  201 Osiedle Sobieskiego ↔ Unii Lubelskiej (nie kursuje w nocy z niedzieli na poniedziałek)
  -  202 Osiedle Sobieskiego ↔ Franowo (kursuje tylko w nocy z piątku na sobotę i z sobotę na niedzielę/święto)

## Opisane obiekty
- Budynek PZU,
- Pomnik Karola Marcinkowskiego,
- Fontanna z delfinami,
- Gmach Urzędu Pocztowego Poznań 9,
- Plac Wielkopolski,
- Archiwum Państwowe,
- Pomnik Klemensa Janickiego.